# Selecció de futbol de Colòmbia
La selecció de futbol de Colòmbia representa a Colòmbia a les competicions internacionals de futbol. És controlada per la Federació Colombiana de Futbol.

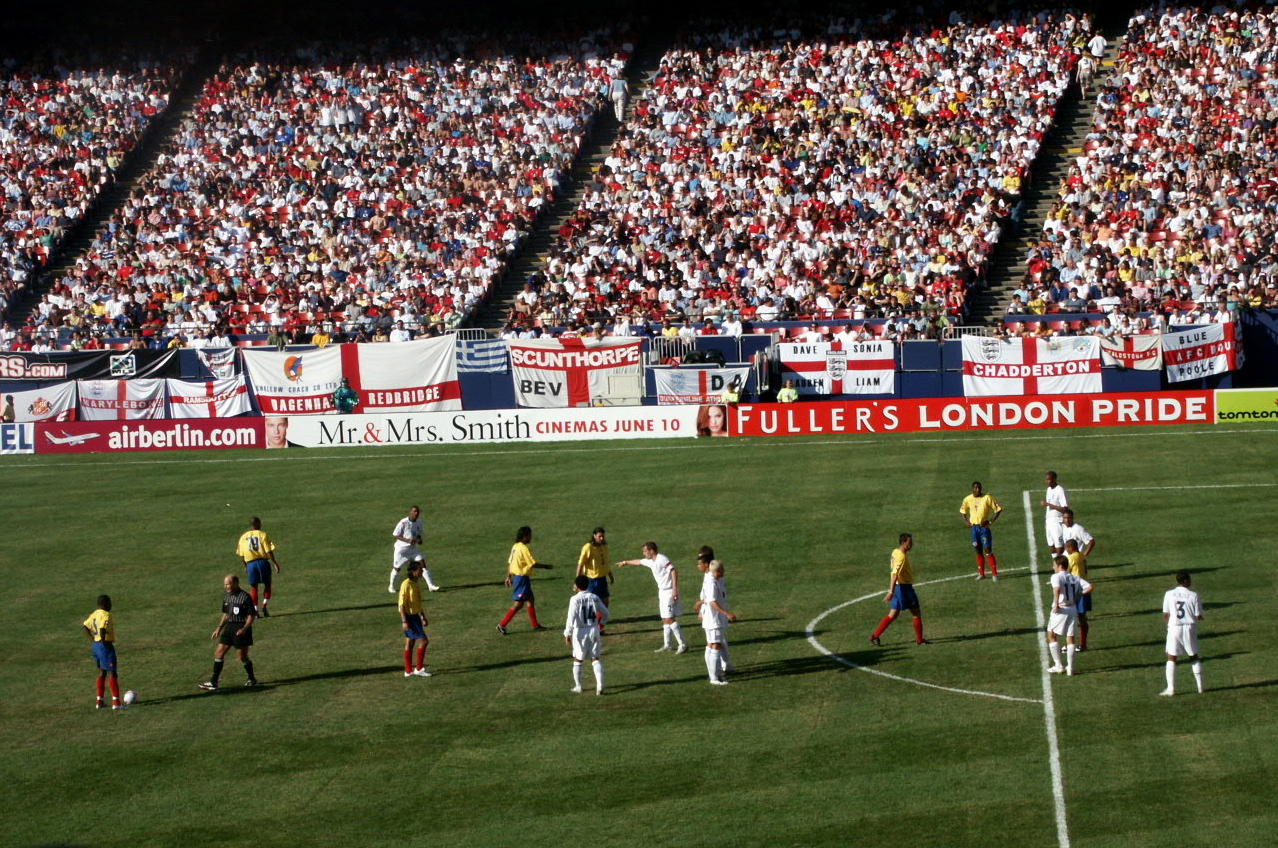
La selecció de Colòmbia jugant un partit amistós contra Anglaterra a Nova Jersey, Estats Units (2005)

## Història
La selecció colombiana de futbol no va participar en una Copa del Món fins a l'any 1958. No obstant això, ja va guanyar la Copa d'Amèrica Central l'any 1946, títol que repetí el 1970. Es classificà per primer cop per la fase final d'un Mundial el 1962. Els millors anys, però, arribaren a la dècada dels noranta quan aconseguí classificar-se de forma consecutiva per les edicions de 1990 a 1998. El gran entrenador d'aquests anys fou Francisco Maturana. Aquest gran moment de la selecció culminà amb la victòria a la Copa Amèrica de futbol de l'any 2001.

## Participacions en la Copa del Món
Campions      Finalistes      Tercers      Quarts
Un requadre vermell indica que eren amfitrions del campionat.
| Historial a la Copa del Món | Historial a la Copa del Món | Historial a la Copa del Món | Historial a la Copa del Món | Historial a la Copa del Món | Historial a la Copa del Món | Historial a la Copa del Món | Historial a la Copa del Món | Historial a la Copa del Món |
| Edició                      | Ronda                       | Posició                     | PJ                          | PG                          | PE                          | PP                          | GF                          | GC                          |
| --------------------------- | --------------------------- | --------------------------- | --------------------------- | --------------------------- | --------------------------- | --------------------------- | --------------------------- | --------------------------- |
| 1930                        | No era membre de la FIFA    | No era membre de la FIFA    | No era membre de la FIFA    | No era membre de la FIFA    | No era membre de la FIFA    | No era membre de la FIFA    | No era membre de la FIFA    | No era membre de la FIFA    |
| 1934                        | No era membre de la FIFA    | No era membre de la FIFA    | No era membre de la FIFA    | No era membre de la FIFA    | No era membre de la FIFA    | No era membre de la FIFA    | No era membre de la FIFA    | No era membre de la FIFA    |
| 1938                        | Abandonà                    | Abandonà                    | Abandonà                    | Abandonà                    | Abandonà                    | Abandonà                    | Abandonà                    | Abandonà                    |
| 1950                        | No hi participà             | No hi participà             | No hi participà             | No hi participà             | No hi participà             | No hi participà             | No hi participà             | No hi participà             |
| 1954                        | Sancionada                  | Sancionada                  | Sancionada                  | Sancionada                  | Sancionada                  | Sancionada                  | Sancionada                  | Sancionada                  |
| 1958                        | No es classificà            | No es classificà            | No es classificà            | No es classificà            | No es classificà            | No es classificà            | No es classificà            | No es classificà            |
| 1962                        | Primera fase                | 14s                         | 3                           | 0                           | 1                           | 2                           | 5                           | 11                          |
| 1966                        | No es classificà            | No es classificà            | No es classificà            | No es classificà            | No es classificà            | No es classificà            | No es classificà            | No es classificà            |
| 1970                        | No es classificà            | No es classificà            | No es classificà            | No es classificà            | No es classificà            | No es classificà            | No es classificà            | No es classificà            |
| 1974                        | No es classificà            | No es classificà            | No es classificà            | No es classificà            | No es classificà            | No es classificà            | No es classificà            | No es classificà            |
| 1978                        | No es classificà            | No es classificà            | No es classificà            | No es classificà            | No es classificà            | No es classificà            | No es classificà            | No es classificà            |
| 1982                        | No es classificà            | No es classificà            | No es classificà            | No es classificà            | No es classificà            | No es classificà            | No es classificà            | No es classificà            |
| 1986                        | No es classificà            | No es classificà            | No es classificà            | No es classificà            | No es classificà            | No es classificà            | No es classificà            | No es classificà            |
| 1990                        | Vuitens de final            | 14s                         | 4                           | 1                           | 1                           | 2                           | 4                           | 4                           |
| 1994                        | Primera fase                | 19s                         | 3                           | 1                           | 0                           | 2                           | 4                           | 5                           |
| 1998                        | Primera fase                | 21s                         | 3                           | 1                           | 0                           | 2                           | 1                           | 3                           |
| 2002                        | No es classificà            | No es classificà            | No es classificà            | No es classificà            | No es classificà            | No es classificà            | No es classificà            | No es classificà            |
| 2006                        | No es classificà            | No es classificà            | No es classificà            | No es classificà            | No es classificà            | No es classificà            | No es classificà            | No es classificà            |
| 2010                        | No es classificà            | No es classificà            | No es classificà            | No es classificà            | No es classificà            | No es classificà            | No es classificà            | No es classificà            |
| 2014                        | Quarts de final             | 5s                          | 5                           | 4                           | 0                           | 1                           | 12                          | 4                           |
| 2018                        | Vuitens de final            | 9s                          | 4                           | 2                           | 1                           | 1                           | 6                           | 3                           |
| 2022                        | No es classificà            | No es classificà            | No es classificà            | No es classificà            | No es classificà            | No es classificà            | No es classificà            | No es classificà            |
| 2026                        | Pendent                     | Pendent                     | Pendent                     | Pendent                     | Pendent                     | Pendent                     | Pendent                     | Pendent                     |
| 2030                        | Pendent                     | Pendent                     | Pendent                     | Pendent                     | Pendent                     | Pendent                     | Pendent                     | Pendent                     |
| 2034                        | Pendent                     | Pendent                     | Pendent                     | Pendent                     | Pendent                     | Pendent                     | Pendent                     | Pendent                     |
| Total                       | Quarts de final             | Quarts de final             | 22                          | 9                           | 3                           | 10                          | 32                          | 30                          |

## Participacions en la Copa Amèrica
| - 1916 - No participà - 1917 - No participà - 1919 - No participà - 1920 - No participà - 1921 - No participà - 1922 - No participà - 1923 - No participà - 1924 - No participà - 1925 - No participà - 1926 - No participà - 1927 - No participà |  | - 1929 - No participà - 1935 - No participà - 1937 - No participà - 1939 - No participà - 1941 - No participà - 1942 - No participà - 1945 - Cinquena posició - 1946 - Abandonà - 1947 - Vuitena posició - 1949 - Vuitena posició - 1953 - Abandonà |  | - 1955 - Abandonà - 1956 - Abandonà - 1957 - Cinquena posició - 1959 - Abandonà - 1959 - Abandonà - 1963 - Setena posició - 1967 - No es classificà - 1975 - Finalista - 1979 - Primera ronda - 1983 - Primera ronda - 1987 - Tercera posició |  | - 1989 - Primera ronda - 1991 - Quarta posició - 1993 - Tercera posició - 1995 - Tercera posició - 1997 - Quarts de final - 1999 - Quarts de final - 2001 - Campions - 2004 - Quarta posició - 2007 - Primera ronda - 2011 - Quarts de final - 2015 - Quarts de final - 2016 - Tercera posició |

## Palmarès
- Copa Amèrica de futbol (1): 2001

## Entrenadors
Des de 1938
- Alfonso Novoa 1938-02-10 - 1938-02-23
- Fernando Paternoster 1938-08-08 - 1938-08-21
- Roberto Meléndez 1945-01-21 - 1945-02-21
- José Arana Cruz 1946-12-09 - 1946-12-20
- Lino Taioli 1947-12-02 - 1947-12-29
- Pedro Ricardo López 1957-03-16 - 1957-04-01
- Rafael Orlandi 1957-06-16 - 1957-07-07
- Adolfo Pedernera 1961-02-05 - 1962-06-07
- Gabriel Ochoa Uribe 1963-03-10 - 1963-03-31
- Efraín Sánchez 1963-09-01 - 1963-09-04
- Antonio Julio de la Hoz 1965-06-20 - 1965-08-07
- Cesar López Fretes 1966-11-30 - 1966-12-11
- Francisco Zuluaga 1968-10-16 - 1969-08-24
- Cesar López Fretes 1970-05-20 - 1970-05-20
- Toza Veselinovic 1972-03-29 - 1973-07-05
- Efraín Sánchez 1975-07-20 - 1975-10-28
- Blagoje Vidinic 1976-10-15 - 1979-09-05
- Carlos Bilardo 1980-01-05 - 1981-09-13
- Efraín Sánchez 1983-02-14 - 1984-10-11
- Gabriel Ochoa Uribe 1985-02-01 - 1985-11-03
- Francisco Maturana 1987-06-11 - 1990-06-23
- Luis Augusto García 1991-01-29 - 1991-07-21
- Humberto Ortíz 1992-07-08 - 1992-08-02
- Francisco Maturana 1993-02-24 - 1994-06-26
- Hernán Darío Gómez 1995-01-31 - 1998-06-26
- Javier Alvarez 1999-02-09 - 1999-11-19
- Luis Augusto García 2000-02-12 - 2001-04-24
- Francisco Maturana 2001-06-03 - 2001-11-14
- Reynaldo Rueda 2002-05-07 - 2002-05-12
- Francisco Maturana 2002-11-20 - 2003-11-19
- Reynaldo Rueda 2004-02-18 - novembre 2006
- Jorge Luis Pinto gener 2007 - 2008
- Eduardo Lara 2008 - 2009
- Hernán Darío Gómez 2010 - 2011
- Leonel Álvarez 2011
- José Pékerman 2011 - actualitat

## Jugadors
Els següents jugadors varen ser convocats per la Copa América Centenario
| Dorsal | Posició | Jugador                 | Data de naixement/edat | Partits    | Gols        | Club                     |
| ------ | ------- | ----------------------- | ---------------------- | ---------- | ----------- | ------------------------ |
| 1      | POR     | David Ospina            | 31 d'agost de 1988     | {{{caps}}} | {{{goals}}} | Arsenal FC (2n capità)   |
| 12     | POR     | Róbinson Zapata         | 30 de setembre de 1978 | {{{caps}}} | {{{goals}}} | Santa Fe                 |
| 23     | POR     | Cristian Bonilla        | 2 de juny de 1993      | {{{caps}}} | {{{goals}}} | Atlético Nacional        |
| 2      | DEF     | Cristián Zapata         | 30 de setembre de 1986 | {{{caps}}} | {{{goals}}} | AC Milan                 |
| 3      | DEF     | Óscar Murillo           | 18 d'abril de 1988     | {{{caps}}} | {{{goals}}} | Pachuca                  |
| 4      | DEF     | Santiago Arias          | 13 de gener de 1992    | {{{caps}}} | {{{goals}}} | PSV                      |
| 14     | DEF     | Stefan Medina           | 14 de juny de 1992     | {{{caps}}} | {{{goals}}} | Pachuca                  |
| 15     | DEF     | Felipe Aguilar          | 20 de gener de 1993    | {{{caps}}} | {{{goals}}} | Atlético Nacional        |
| 18     | DEF     | Frank Fabra             | 22 de febrer de 1991   | {{{caps}}} | {{{goals}}} | Boca Juniors             |
| 19     | DEF     | Farid Díaz              | 20 de juliol de 1983   | {{{caps}}} | {{{goals}}} | Atlético Nacional        |
| 22     | DEF     | Jeison Murillo          | 27 de maig de 1992     | {{{caps}}} | {{{goals}}} | Inter de Milà            |
| 5      | MIG     | Guillermo Celis         | 8 de maig de 1993      | {{{caps}}} | {{{goals}}} | Junior                   |
| 6      | MIG     | Carlos Sánchez          | 6 de febrer de 1986    | {{{caps}}} | {{{goals}}} | Aston Villa FC           |
| 8      | MIG     | Edwin Cardona           | 8 de desembre de 1992  | {{{caps}}} | {{{goals}}} | CF Monterrey             |
| 10     | MIG     | James Rodríguez         | 12 de juliol de 1991   | {{{caps}}} | {{{goals}}} | Reial Madrid CF (Capità) |
| 11     | MIG     | Juan Guillermo Cuadrado | 26 de maig de 1988     | {{{caps}}} | {{{goals}}} | Juventus FC              |
| 13     | MIG     | Sebastián Pérez         | 29 de març de 1993     | {{{caps}}} | {{{goals}}} | Atlético Nacional        |
| 16     | MIG     | Daniel Torres           | 15 de novembre de 1989 | {{{caps}}} | {{{goals}}} | Independiente Medellín   |
| 20     | MIG     | Andrés Felipe Roa       | 25 de maig de 1993     | {{{caps}}} | {{{goals}}} | Deportivo Cali           |
| 7      | DAV     | Carlos Bacca            | 8 de setembre de 1986  | {{{caps}}} | {{{goals}}} | AC Milan                 |
| 9      | DAV     | Roger Martínez          | 23 de juny de 1994     | {{{caps}}} | {{{goals}}} | Racing                   |
| 17     | DAV     | Dayro Moreno            | 16 de setembre de 1985 | {{{caps}}} | {{{goals}}} | Tijuana                  |
| 21     | DAV     | Marlos Moreno           | 20 de setembre de 1996 | {{{caps}}} | {{{goals}}} | Atlético Nacional        |

Els següents jugadors varen ser convocats per la Copa Amèrica 2015
| Dorsal | Posició | Jugador                 | Data de naixement/edat | Partits    | Gols        | Club                          |
| ------ | ------- | ----------------------- | ---------------------- | ---------- | ----------- | ----------------------------- |
| 1      | POR     | David Ospina            | 31 d'agost de 1988     | {{{caps}}} | {{{goals}}} | Arsenal FC (2n capità)        |
| 12     | POR     | Camilo Vargas           | 1 de setembre de 1989  | {{{caps}}} | {{{goals}}} | Atlético Nacional             |
| 23     | POR     | Cristian Bonilla        | 2 de juny de 1993      | {{{caps}}} | {{{goals}}} | La Equidad                    |
| 2      | DEF     | Cristián Zapata         | 30 de setembre de 1986 | {{{caps}}} | {{{goals}}} | AC Milan                      |
| 3      | DEF     | Pedro Franco            | 23 d'abril de 1991     | {{{caps}}} | {{{goals}}} | Beşiktaş JK                   |
| 4      | DEF     | Santiago Arias          | 13 de gener de 1992    | {{{caps}}} | {{{goals}}} | PSV                           |
| 7      | DEF     | Pablo Armero            | 2 de novembre de 1986  | {{{caps}}} | {{{goals}}} | Flamengo                      |
| 13     | DEF     | Darwin Andrade          | 11 de febrer de 1991   | {{{caps}}} | {{{goals}}} | Standard Liège                |
| 14     | DEF     | Carlos Valdés           | 22 de maig de 1985     | {{{caps}}} | {{{goals}}} | Nacional                      |
| 18     | DEF     | Juan Camilo Zúñiga      | 14 de desembre de 1985 | {{{caps}}} | {{{goals}}} | SSC Napoli (2n capità)        |
| 22     | DEF     | Jeison Murillo          | 27 de maig de 1992     | {{{caps}}} | {{{goals}}} | Granada                       |
| 5      | MIG     | Edwin Valencia          | 29 de març de 1985     | {{{caps}}} | {{{goals}}} | Santos FC                     |
| 6      | MIG     | Carlos Sánchez          | 6 de febrer de 1986    | {{{caps}}} | {{{goals}}} | Aston Villa FC                |
| 8      | MIG     | Edwin Cardona           | 8 de desembre de 1992  | {{{caps}}} | {{{goals}}} | CF Monterrey                  |
| 10     | MIG     | James Rodríguez         | 12 de juliol de 1991   | {{{caps}}} | {{{goals}}} | Reial Madrid CF               |
| 11     | MIG     | Juan Guillermo Cuadrado | 26 de maig de 1988     | {{{caps}}} | {{{goals}}} | Chelsea FC                    |
| 15     | MIG     | Alexander Mejía         | 7 de setembre de 1988  | {{{caps}}} | {{{goals}}} | CF Monterrey                  |
| 9      | DAV     | Radamel Falcao          | 10 de febrer de 1986   | {{{caps}}} | {{{goals}}} | Manchester United FC (Capità) |
| 16     | DAV     | Víctor Ibarbo           | 19 de maig de 1990     | {{{caps}}} | {{{goals}}} | AS Roma                       |
| 17     | DAV     | Carlos Bacca            | 8 de setembre de 1986  | {{{caps}}} | {{{goals}}} | Sevilla FC                    |
| 19     | DAV     | Teófilo Gutiérrez       | 28 de maig de 1985     | {{{caps}}} | {{{goals}}} | River Plate                   |
| 20     | DAV     | Luis Muriel             | 18 d'abril de 1991     | {{{caps}}} | {{{goals}}} | UC Sampdoria                  |
| 21     | DAV     | Jackson Martínez        | 3 d'octubre de 1986    | {{{caps}}} | {{{goals}}} | FC Porto                      |

Els següents 23 jugadors varen ser convocats per la Copa del Món 2014
| Dorsal | Posició | Jugador                 | Data de naixement/edat | Partits    | Gols        | Club               |
| ------ | ------- | ----------------------- | ---------------------- | ---------- | ----------- | ------------------ |
| 1      | POR     | David Ospina            | 31 d'agost de 1988     | {{{caps}}} | {{{goals}}} | OGC Nice           |
| 12     | POR     | Camilo Vargas           | 1 de setembre de 1989  | {{{caps}}} | {{{goals}}} | Santa Fe           |
| 22     | POR     | Faryd Mondragón         | 21 de juny de 1971     | {{{caps}}} | {{{goals}}} | Deportivo Cali     |
| 2      | DEF     | Cristián Zapata         | 30 de setembre de 1986 | {{{caps}}} | {{{goals}}} | AC Milan           |
| 3      | DEF     | Mario Yepes             | 13 de gener de 1976    | {{{caps}}} | {{{goals}}} | Atalanta BC        |
| 4      | DEF     | Santiago Arias          | 13 de gener de 1992    | {{{caps}}} | {{{goals}}} | PSV                |
| 7      | DEF     | Pablo Armero            | 2 de novembre de 1986  | {{{caps}}} | {{{goals}}} | West Ham United FC |
| 16     | DEF     | Éder Álvarez Balanta    | 28 de febrer de 1993   | {{{caps}}} | {{{goals}}} | River Plate        |
| 18     | DEF     | Juan Camilo Zúñiga      | 14 de desembre de 1985 | {{{caps}}} | {{{goals}}} | SSC Napoli         |
| 23     | DEF     | Carlos Valdés           | 22 de maig de 1985     | {{{caps}}} | {{{goals}}} | San Lorenzo        |
| 5      | MIG     | Carlos Carbonero        | 25 de juliol de 1990   | {{{caps}}} | {{{goals}}} | River Plate        |
| 6      | MIG     | Carlos Sánchez          | 6 de febrer de 1986    | {{{caps}}} | {{{goals}}} | Elx CF             |
| 8      | MIG     | Abel Aguilar            | 6 de gener de 1985     | {{{caps}}} | {{{goals}}} | Toulouse FC        |
| 10     | MIG     | James Rodríguez         | 12 de juliol de 1991   | {{{caps}}} | {{{goals}}} | AS Monaco          |
| 11     | MIG     | Juan Guillermo Cuadrado | 26 de maig de 1988     | {{{caps}}} | {{{goals}}} | ACF Fiorentina     |
| 13     | MIG     | Fredy Guarín            | 30 de juny de 1986     | {{{caps}}} | {{{goals}}} | Inter de Milà      |
| 14     | MIG     | Víctor Ibarbo           | 19 de maig de 1990     | {{{caps}}} | {{{goals}}} | Cagliari Calcio    |
| 15     | MIG     | Alexander Mejía         | 7 de setembre de 1988  | {{{caps}}} | {{{goals}}} | Atlético Nacional  |
| 20     | MIG     | Juan Fernando Quintero  | 18 de gener de 1993    | {{{caps}}} | {{{goals}}} | FC Porto           |
| 9      | DAV     | Teófilo Gutiérrez       | 28 de maig de 1985     | {{{caps}}} | {{{goals}}} | River Plate        |
| 17     | DAV     | Carlos Bacca            | 8 de setembre de 1986  | {{{caps}}} | {{{goals}}} | Sevilla FC         |
| 19     | DAV     | Adrián Ramos            | 22 de gener de 1986    | {{{caps}}} | {{{goals}}} | Borussia Dortmund  |
| 21     | DAV     | Jackson Martínez        | 3 d'octubre de 1986    | {{{caps}}} | {{{goals}}} | FC Porto           |

## Jugadors destacats
- Leonel Álvarez
- Juan Pablo Ángel
- Faustino Asprilla
- Jorge Bermúdez
- Iván Córdoba
- Óscar Córdoba
- Andrés Escobar
- Giovanni Hernández
- René Higuita
- Aly Faryd Camilo Mondragón
- Luis Amaranto Perea
- Hugo Rodallega
- Freddy Rincón
- Carlos Valderrama
- Adolfo Valencia
- Mario Yepes
- Marcos Coll
- Willington Ortiz